# Sphoeroforma
Sphoeroforma is een geslacht van hooiwagens uit de familie Zalmoxioidae.
De wetenschappelijke naam Sphoeroforma is voor het eerst geldig gepubliceerd door M. A. González-Sponga in 1987. 

## Soorten
Sphoeroforma omvat de volgende 4 soorten:
- Sphoeroforma familiaris
- Sphoeroforma fernandezi
- Sphoeroforma minima
- Sphoeroforma pusilla